# Mayken Verhulst
Mayken Verhulst (1518-1596 o 1599), también conocida como Marie Bessemers,fue una pintora de miniaturas, témperas y acuarelas flamenca del siglo XVI, identificada por Lodovico Guicciardini en 1567 como una de las cuatro artistas femeninas más importantes de los Países Bajos. Nació en Malinas, una ciudad Belga de la provincia de Amberes. Participó activamente en el taller de su marido, Pieter Coecke van Aelst, publicando póstumamente sus obras.Si bien se la reconoce como una artista excepcionalmente hábil, se sabe poco sobre su obra o su vida, ya que existen pocas fuentes de información atribuibles.

## Biografía
Mayken Verhulst nació en Malinas hacia 1518 como hija de Peeter Verhulst Bessemeers (1492-1553) y Margriet Dancerme (1493-1545). Su padre era pintor y ella aprendió el oficio de artista en el taller paterno. Se casó con Pieter Coecke van Aelst (llamado el Viejo) hacia 1635 como su segunda esposa. Van Aelst era 16 años mayor que ella y ya era un destacado pintor, escultor, arquitecto, autor y diseñador de xilografías, orfebrería, vidrieras y tapices. Antes de casarse había realizado un peligroso viaje a Turquía, del que había traído un gran número de dibujos. Más tarde se convirtió en pintor de la corte de Carlos V, emperador del Sacro Imperio Romano Germánico.
Vivieron juntos en Amberes de 1540 a 1545, y después se trasladaron a Bruselas. Verhulst trabajó en el taller de su marido hasta la muerte de éste en 1550. Tuvieron tres hijos: Pieter II, Kathelijne y Mayken (que se casó en 1563 con el gran pintor Pieter Brueghel el Viejo). Según Karel van Mander, fue la primera maestra de sus nietos Pieter Brueghel el Joven y Jan Brueghel el Viejo. Su hermana Lysbeth estaba casada con el grabador y pintor Hubert Goltzius, y su hermana Barbara estaba casada con el pintor Jacob de Punder.

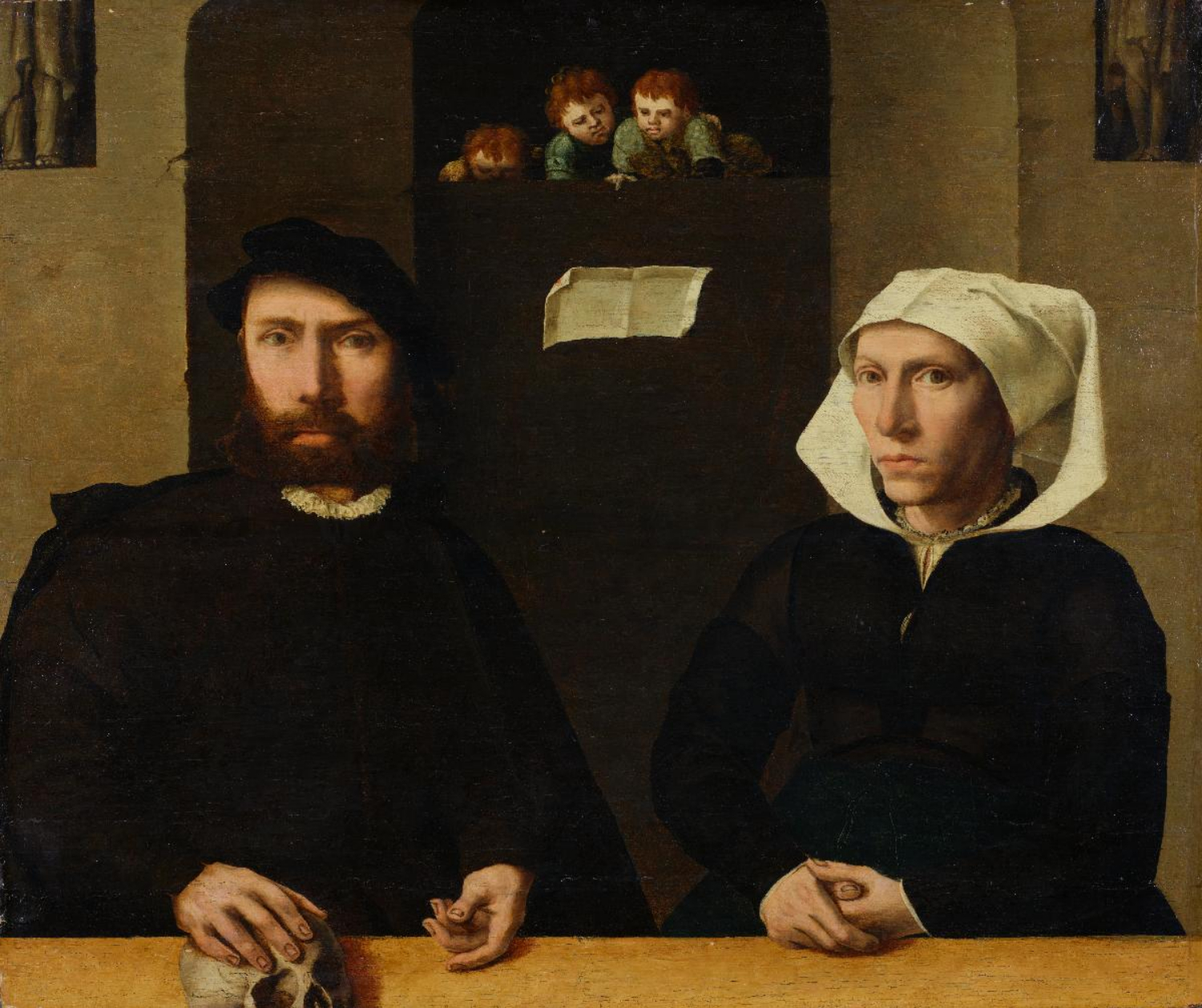
Posiblemente un retrato de Pieter Coecke van Aelst, Mayken Verhulst y sus hijos

Fue enterrada el 11 de abril de 1600 en Malinas.

### Obras
Tras la muerte de Pieter Coecke en 1550, probablemente supervisó la publicación de una gran serie de grabados en madera Ces Moeurs et Fachons de Faire des Turcz (Modales y costumbres de los turcos) (1553). Este grabado fue diseñado originalmente por van Aelst como diseño de tapiz, y Verhulst lo publicó estratégicamente como grabado después de su muerte para mostrar su trabajo. Además, esperó unos veinte años después de la muerte de su marido para dar a conocer su legado, argumentado por Di Furia como una decisión intencionada destinada a honrar a Carlos V, un gran admirador de la cultura turca, cuando se retiró del servicio público en 1555. Así, Verhulst demostró una gran agencia a través de su estrategia, independencia y creatividad.
No sobrevive ninguna obra que pueda atribuirse con seguridad a Verhulst, aunque con frecuencia se la identifica como la persona detrás de varias obras asignadas al Maestro del Monograma de Brunswick.
Verhulst también pudo haber sido autora de un cuadro que se encuentra en el museo Kunsthaus Zürich, en el que aparece con su marido (panel, 50,5 x 59 cm).

## Legado

### Estatus

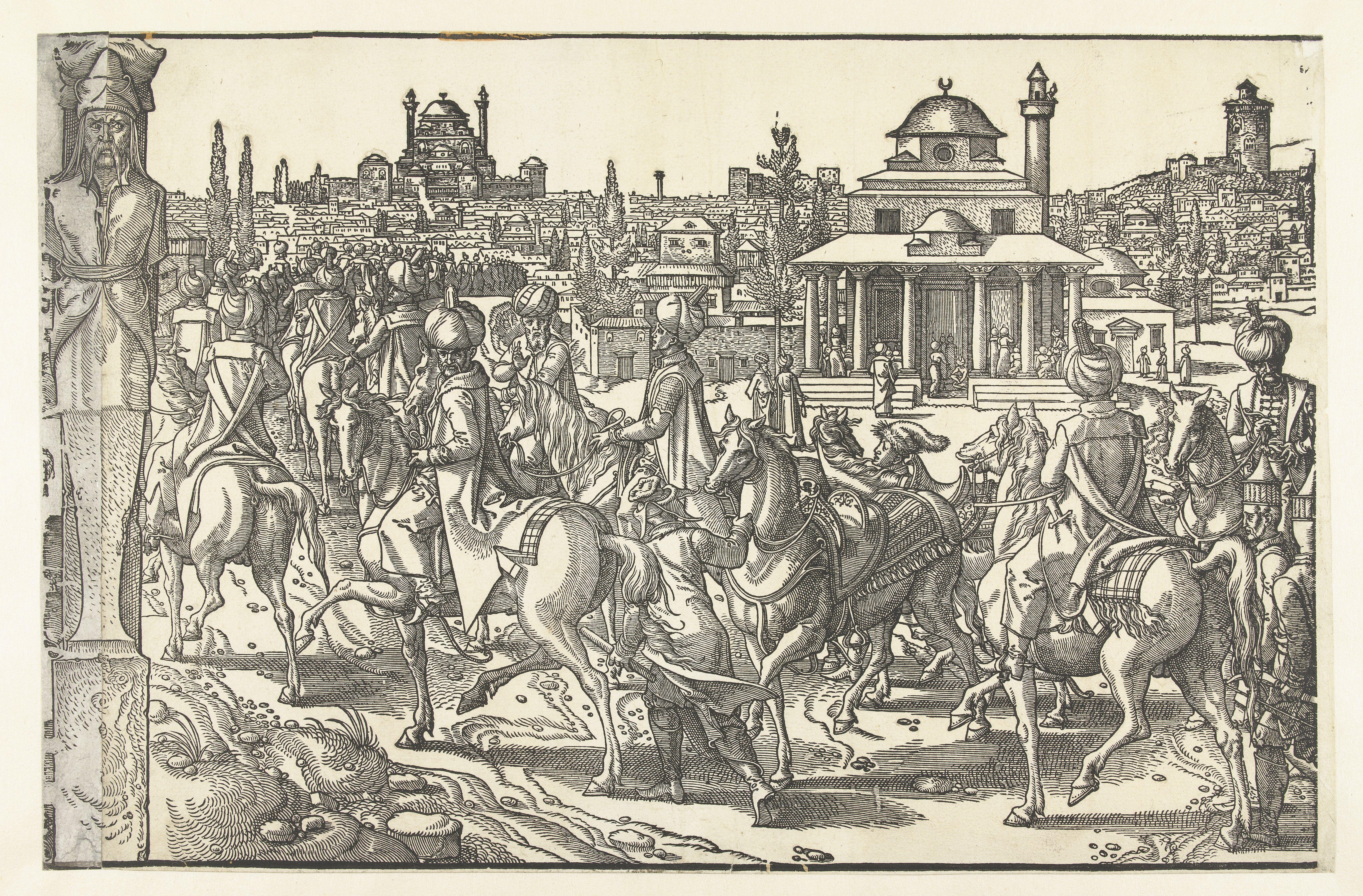
Ces Moeurs et fachons de faire de Turcz (Costumbres y Modas de los Turcos), detalle

Si bien se sabe poco sobre su vida y obra, La Descripción de Guicciardini la sitúa junto a Susanna Horenbout, Levina Teerlinc y Caterina van Hemessen, lo que sugiere sus notables talentos.

### Impacto
Verhulst fue la primera maestra de sus nietos, Pieter Brueghal el Joven y Jan Brueghal el Viejo, ambos prolíficos maestros pintores del Renacimiento del Norte. Irónicamente, su estrecha relación con artistas tan destacados ha silenciado su efecto duradero en la historia del arte, ya que se la menciona con mayor frecuencia en las discusiones sobre su herencia en lugar de sus logros.
La composición de su marido Ces Moeurs et fachons de faire de Turcz, que fue publicada por ella, se encuentra ahora en el Museo Metropolitano de Arte, lo que demuestra su importante impacto en el grabado del Renacimiento del Nórdico.

### Artefactos sobrevivientes
Su casa y antiguo taller de pintor, 't Vliegend Peert es un monumento histórico en Malinas. Es un museo llamado Het Zotte Kunstkabinet.

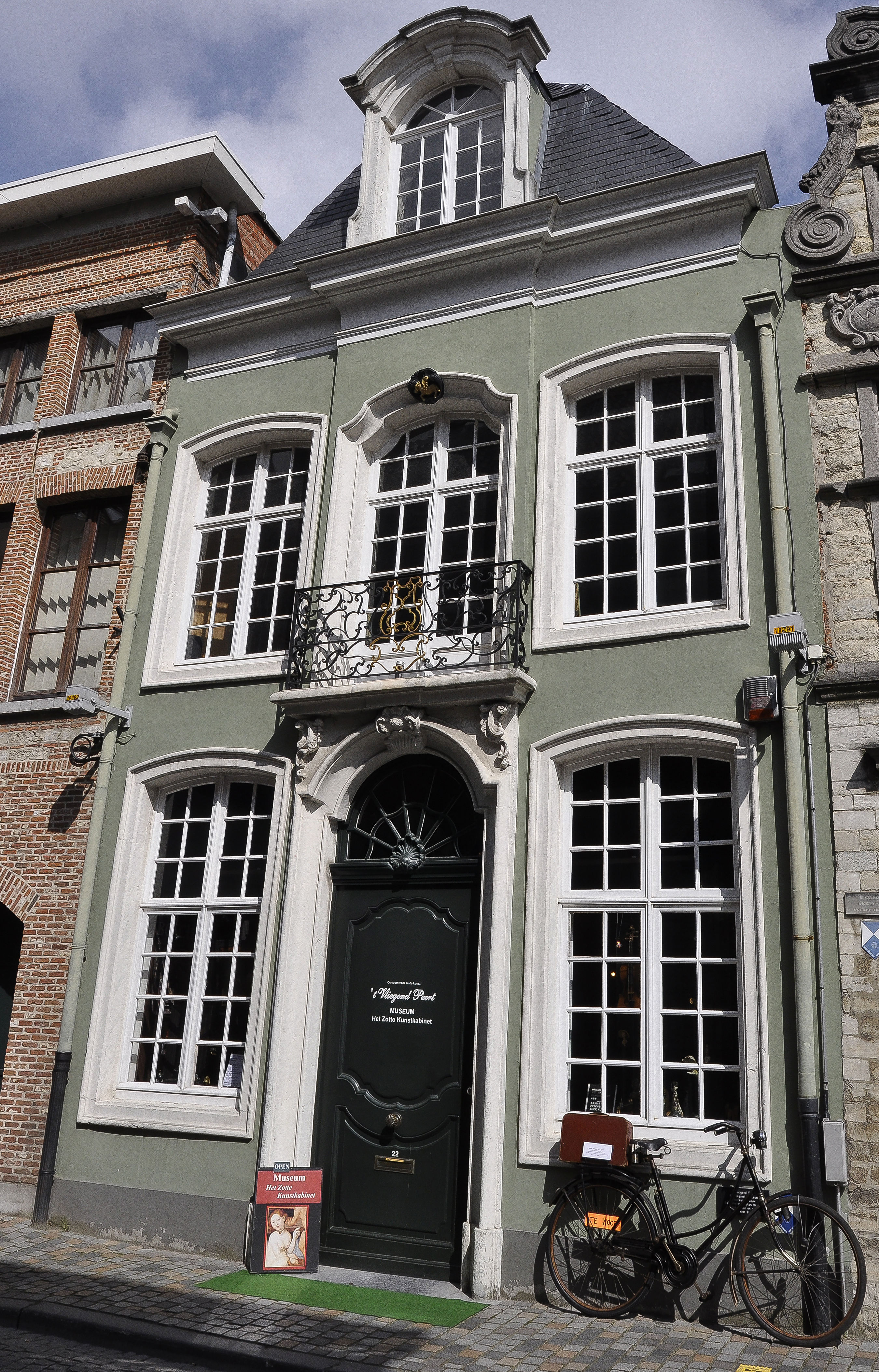
t Vliegend Peert en Malinas

El Kunstaus de Zürich alberga el único retrato posible de Verhulst que se conserva.